# The Best of Bowie
The Best of Bowie is een compilatiealbum van de Britse muzikant David Bowie, uitgebracht in 1980.
Naast de zeldzame 7"-versies van "Fame" en "Golden Years", staand er op het album ook unieke versies van "Life on Mars?" en "Diamond Dogs". Deze nummers werden iets ingekort zodat ze op de LP zouden passen. Op de oorspronkelijke tracklijst stond "Drive-In Saturday" op de plaats van "Breaking Glass", wat eventueel de chronologische misplaatsing op het album zou verklaren.

## Tracklist
- Alle nummers geschreven door Bowie, tenzij anders genoteerd.

1. "Space Oddity" (van David Bowie, 1969) – 5:07
2. "Life on Mars? (K-tel edit)" (van Hunky Dory, 1971) – 3:34
3. "Starman" (van The Rise and Fall of Ziggy Stardust and the Spiders from Mars, 1972) – 4:07
4. "Rock 'n' Roll Suicide" (van Ziggy Stardust) – 2:56
5. "John, I'm Only Dancing (Sax version)" (non-album single, 1972) – 2:37
6. "The Jean Genie" (van Aladdin Sane, 1973) – 4:03
7. "Breaking Glass (live)" (van Stage, 1978) (Bowie/Dennis Davis/George Murray) – 3:27
8. "Sorrow" (van Pin Ups, 1973) (Bob Feldman/Jerry Goldstein/Richard Gottehrer) – 2:51
9. "Diamond Dogs (K-tel edit)" (van Diamond Dogs, 1974) – 4:36
10. "Young Americans" (van Young Americans, 1975) – 5:05
11. "Fame" (van Young Americans) (Bowie/John Lennon/Carlos Alomar) – 3:25
12. "Golden Years" (van Station to Station, 1976) – 3:20
13. "TVC 15" (van Station to Station) – 3:28
14. "Sound and Vision" (van Low, 1977) – 3:00
15. ""Heroes"" (van "Heroes", 1977) (Bowie/Brian Eno) – 3:26
16. "Boys Keep Swinging" (van Lodger, 1979) – 3:15